# ハープセラピスト小倉知香子の愛の引き潮
ハープセラピスト小倉知香子の愛の引き潮（ハープセラピストおぐらちかこのあいのひきしお）は2007年10月5日より2008年9月26日までラジオ日本で金曜22:30～23:00に放送していたラジオ番組。
ハープ奏者であり「ハープセラピスト」と称する小倉知香子がフリートークやハープ生演奏をする。トークの相手に"トム"こと伊藤勉が務める。
2008年3月までは前半が小倉とトムによるフリートークとハープによる演奏。後半にゲストを迎えてのトークという構成だったが、2008年4月よりリニューアルし、前半はそのままだが、後半は毎週常連客として中野成章が自身のレコードコレクションの中から一枚持参し、曲を聞きながらそれにまつわるエピソードを語ったりその曲をハープ演奏したりする。
オープニングはロバート・マックスウェル作曲の「引き潮」。エンディングは番組名にもなっている「引き潮」の演奏を基にした実話を歌にした曲「愛の引き潮」(歌：原田ヒロシ)。2008年3月まではオープニング曲とエンディング曲が逆であった。

## パーソナリティー
- 小倉知香子
- アシスタント：伊藤勉(トム)
- 常連客：中野成章　(2008年4月より。スポンサーのスポーツアカデミー社長)

## ネット局
- アール・エフ・ラジオ日本　(金)22:30～23:00　※キー局
- ラジオ関西　(水)1:00～1:30 ※スタートから2008年3月26日まで放送。
- 栃木放送 (土)20:30～21:00　※2008年6月7日から放送開始。2008年9月27日終了。

## スポンサー
- セグロラ化粧品
- スポーツアカデミー
- さらさら黒酢のクロスフーズ
- 日本プロポリス
- カワノジャパン (2008年4月より)
- 石川酒造 (2008年4月より)

| アール・エフ・ラジオ日本 金曜22:30～23:00 | アール・エフ・ラジオ日本 金曜22:30～23:00 | アール・エフ・ラジオ日本 金曜22:30～23:00           |
| 前番組                                    | 番組名                                    | 次番組                                              |
| ----------------------------------------- | ----------------------------------------- | --------------------------------------------------- |
| 成瀬昌平のおもろい唄の世界                | ハープセラピスト小倉知香子の愛の引き潮    | 柏原芳恵のJUMPI'N MUSIC （毎週水曜日22:30から移動） |